# Kunstrijden op de Olympische Winterspelen 1948

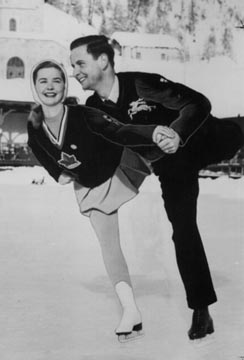
Scott en Gerschwiler trainen samen als voorbereiding op hun individuele nummers tijdens de Olympische Winterspelen 1948, waar zij beiden een medaille behaalden

Het kunstrijden is een van de sporten die beoefend werden tijdens de Olympische Winterspelen 1948 in St. Moritz. Het was de zevende keer dat het kunstrijden op het olympische programma stond. In 1908 en 1920 stond het op het programma van de Olympische Zomerspelen. De wedstrijden vonden plaats van 2 tot en met 7 februari op het buitenijs van het Badrutt's Park ijsstadion.
In totaal namen 64 deelnemers (27 mannen en 37 vrouwen) uit twaalf landen deel aan deze editie. De Brit Henry Graham Sharp en de Oostenrijker Helmut May waren de enige twee deelnemers die ook aan de Spelen van 1936 deelnamen.
Eindrangschikking
Elk van de negen juryleden (elf bij de paren) rangschikte de deelnemer van plaats 1 tot en met de laatste plaats. Deze plaatsing geschiedde op basis van het toegekende puntentotaal door het jurylid gegeven. (Deze puntenverdeling was weer gebaseerd op 60% van de verplichte kür, 40% van de vrije kür bij de solo disciplines). De uiteindelijke rangschikking geschiedde bij een absolute meerderheidsplaatsing. Dus, wanneer een deelnemer als enige bij meerderheid als eerste was gerangschikt, kreeg hij de eerste plaats toebedeeld. Vervolgens werd voor elke volgende positie deze procedure herhaald, waarbij het aantal plaatsingen voor die positie werd bepaald door het aantal keren dat diezelfde positie of hogere positie werd behaald (dus, voor plaats 2 telden alle top 2 plaatsen, voor plaats 3 alle top 3 plaatsen, enz.). Wanneer geen meerderheidsplaatsing kon worden bepaald, dan volgde de procedure voor de volgende plaats tot een meerderheidsplaatsing was bereikt. Bij een gelijk aantal meerderheidsplaatsingen waren beslissende factoren: 1) laagste som van plaatsingcijfers van alle juryleden, 2) totaal behaalde punten, 3) punten behaald in de verplichte kür.

## Mannen
Op 2 (verplichte kür) en 5 februari (vrije kür) streden 16 mannen uit tien landen om de medailles.
r/m = rangschikking bij meerderheid, pc/9 = som plaatsingcijfers van alle negen juryleden (vet = beslissingsfactor)
| rang   | sporter(s)           | land | r/m                               | pc/9 | punten |
| ------ | -------------------- | ---- | --------------------------------- | ---- | ------ |
| Goud   | Dick Button          | USA  | 8×1 (1-2-1-1-1-1-1-1-1)           | 10   | 1720,6 |
| Zilver | Hans Gerschwiler     | SUI  | 5×2 (2-1-5-2-3-2-3-2-3)           | 23   | 1630,1 |
| Brons  | Edi Rada             | AUT  | 6×3 (7-3-3-3-2-3-4-6-2)           | 33   | 1603,2 |
| 4      | John Lettengarver    | USA  | 6×4 (3-4-2-5-6-4-2-3-7)           | 36   | 1587,6 |
| 5      | Ede Király           | HUN  | 8×5 (5-5-6-4-4-5-5-4-4)           | 42   | 1569,6 |
| 6      | James Grogan         | USA  | 5×6 (6-7-4-8-10-6-6-5-10)         | 62   | 1518,4 |
| 7      | Henry Graham Sharp   | GBR  | 5×7 (4-9-10-7-8-10-7-7-5)         | 67   | 1503,4 |
| 8      | Helmut May           | AUT  | 6×8 (8-6-9-6-5-9-11-8-6)          | 68   | 1491,0 |
| 9      | Helmut Seibt         | AUT  | 6×9 (10-8-7-10-7-8-12-9-8)        | 79   | 1463,9 |
| 10     | Ladislav Cáp         | TCH  | 5×10 (9-13-13-9-9-12-9-13-9)      | 96   | 1442,1 |
| 11     | Fernand Leemans      | BEL  | 6×12 (14-11-11-13-11-7-13-12-12)  | 104  | 1420,4 |
| 12     | Wallace Diestelmeyer | CAN  | 6×12 (13-14-12-12-12-11-14-11-11) | 110  | 1406,9 |
| 13     | Zdenek Fikar         | TCH  | 7×13 (12-12-15-11-13-13-10-15-13) | 114  | 1387,4 |
| 14     | Karl Enderlin        | SUI  | 6×14 (11-10-8-15-15-14-8-14-15)   | 110  | 1388,2 |
| 15     | Carlo Fassi          | ITA  | 5×15 (16-15-14-14-14-16-16-16-14) | 135  | 1313,7 |
| 16     | Per Cock-Clausen     | DEN  | - (15-16-16-16-16-15-15-10-16)    | 135  | 1309,8 |

## Vrouwen
Op 3 (verplichte kür) en 5 februari (vrije kür) streden 25 vrouwen uit tien landen om de medailles.
r/m = rangschikking bij meerderheid, pc/9 = som plaatsingcijfers van alle negen juryleden (vet = beslissingsfactor)
| rang   | sporter(s)            | land | r/m                                | pc/9  | punten |
| ------ | --------------------- | ---- | ---------------------------------- | ----- | ------ |
| Goud   | Barbara Ann Scott     | CAN  | 7×1 (1-1-1-2-1-2-1-1-1)            | 11,0  | 1467,7 |
| Zilver | Eva Pawlik            | AUT  | 5×2 (2-2-3-3-4-1-2-2-5)            | 24,0  | 1418,3 |
| Brons  | Jeannette Altwegg     | GBR  | 5×3 (3-4-2-1-2-5-3-4-4)            | 28,0  | 1405,5 |
| 4      | Jiřina Nekolová       | TCH  | 7×4 (5-3-4-4-3-4-5-3-3)            | 34,0  | 1386,8 |
| 5      | Alena Vrzáňová        | TCH  | 9×6 (6-6-6-6-6-3-4-5-2)            | 44,0  | 1377,4 |
| 6      | Yvonne Sherman        | USA  | 7×7 (9-7-7-8-5-6-6-7-7)            | 62,0  | 1348,5 |
| 7      | Bridget Adams         | GBR  | 5×7 (7-8-5-5-11-7-11-6-9)          | 69,0  | 1337,8 |
| 8      | Gretchen Merrill      | USA  | 6×8 (4-5-8-7-8-9-8-9-15)           | 73,0  | 1336,2 |
| 9      | Martha Musilek Bachem | AUT  | 5×11 (8-9-15-14-16-8-14-11-8)      | 103,0 | 1300,1 |
| 10     | Marion Tiefy Davies   | GBR  | 6×12 (10-12-9-9-13-12-10-13-16)    | 104,0 | 1302,9 |
| 11*    | Eileen Seigh          | USA  | 6×13 (12-15-13-13-10-15-7-15-10)   | 110,0 | 1297,0 |
| 12     | Marilyn Ruth Take     | CAN  | 6×12 (14-10-17-11-7-11-12-17-11,5) | 110,5 | 1293,5 |
| 13     | Dagmar Lerchová       | TCH  | 5×12 (18-13-12-16-12-10-13-12-6)   | 112,0 | 1299,9 |
| 14     | Suzanne Morrow        | CAN  | 8×14 (11-14-11-10-9-14-20-14-14)   | 117,0 | 1292,9 |
| 15     | Maja Hug              | SUI  | 5×15 (13-18-10-15-17-21-15-10-18)  | 137,0 | 1273,7 |
| 16     | Jacqueline du Bief    | FRA  | 5×16 (16-19-22-19-19-16-9-16-11,5) | 147,5 | 1251,2 |
| 17     | Marika Saáry          | HUN  | 6×17 (17-20-14-17-18-18-17-8-13)   | 142,0 | 1268,5 |
| 18     | Hildegard Appeltauer  | AUT  | 7×18 (21-16-18-18-15-13-16-18-20)  | 155,0 | 1253,7 |
| 19     | Maidie Jill Linzee    | GBR  | 6×18 (15-11-19-12-14-19-18-20-17)  | 145,0 | 1201,8 |
| 20     | Ingeborg Solar        | AUT  | 6×21 (19-22-20-23-21-17-24-19-21)  | 186,0 | 1219,0 |
| 21     | Éva Lindner           | HUN  | 5×21 (20-21-23-22-22-20-21-21-22)  | 192,0 | 1207,7 |
| 22     | Marit Henie           | NOR  | 6×22 (22-23-21-21-20-23-23-22-19)  | 194,0 | 1198,0 |
| 23     | Lotti Höner           | SUI  | 5×22 (23-17-16-20-23-22-19-23-23)  | 186,0 | 1207,9 |
| 24     | Grazie Barcellona     | ITA  | 5×24 (24-25-25-25-25-24-22-24-24)  | 218,0 | 1099,9 |
| 25     | Doris Blanc           | SUI  | - (25-24-24-24-24-25-25-25-25)     | 221,0 | 1103,6 |

 * N.B. Seigh is als 11e geklasseerd terwijl Take en Lerchová meer top 12 plaatsen hebben. 

## Paren
Op 7 februari (vrije kür) streden vijftien paren uit elf landen om de medailles.
r/m = rangschikking bij meerderheid, pc/11 = som plaatsingcijfers van alle negen juryleden (vet = beslissingsfactor)
| rang   | sporter(s)                                   | land | r/m                                     | pc/11 | punten |
| ------ | -------------------------------------------- | ---- | --------------------------------------- | ----- | ------ |
| Goud   | Micheline Lannoy / Pierre Baugniet           | BEL  | 7×1 (1-2-2,5-1-1,5-1-1-1-4,5-1-1)       | 17,5  | 123,5  |
| Zilver | Andrea Kékesy / Ede Király                   | HUN  | 10×3 (3-4-1-2-1,5-3-3-3-1-2,5-2)        | 26,0  | 122,2  |
| Brons  | Suzanne Morrow / Wallace Diestelmeyer        | CAN  | 8×3 (2-1-4-3-3-2-4-2-2,5-2,5-5)         | 31,0  | 121,0  |
| 4      | Yvonne Sherman / Robert Swenning             | USA  | 10×5 (5-3-9-5-4-5-5-4,5-4,5-5-3)        | 53,0  | 116,4  |
| 5      | Winnifred Silverthorne / Dennis Silverthorne | GBR  | 6×5 (6-5-6,5-4-5-4-2-6-2,5-6-6)         | 53,0  | 116,3  |
| 6      | Karol Kennedy / Peter Kennedy                | USA  | 8×6 (4-6-2,5-8,5-6,5-6-6-4,5-7,5-4-4)   | 59,5  | 115,4  |
| 7      | Marianna Nagy / László Nagy                  | HUN  | 7×8 (7-7-6,5-6-8-10-10-10-6-7,5-11)     | 89,0  | 109,0  |
| 8      | Jennifer Nicks / John Nicks                  | GBR  | 7×9 (9-9,5-14-8,5-6,5-7-7-8-9-9,5-10)   | 98,0  | 106,7  |
| 9*     | Herta Ratzenhofer / Emil Ratzenhofer         | AUT  | 6×11 (13-12-5-12-9-9-12-14-7,5-11-7)    | 111,5 | 103,8  |
| 10     | Margot Walle / Allan Fjeldheim               | NOR  | 6×10 (8-9,5-8-10-11-8-13-13-10-14-14)   | 118,5 | 102,1  |
| 11     | Susanne Giebisch / Helmut Seibt              | AUT  | 8×11 (11-13-11-11-10-12-11-9-12-9,5-8)  | 117,5 | 102,2  |
| 12     | Luny Unold / Hans Kuster                     | SUI  | 6×11 (12-8-10-7-14-14-8-11-11-13-12)    | 120,0 | 102,1  |
| 13     | Grazia Barcellona / Carlo Fassi              | ITA  | 6×11 (10-11-12-13,5-13-11-9-7-14-12-9)  | 121,5 | 101,9  |
| 14     | Denise Favart / Jacques Favart               | FRA  | - (14-14-13-13,5-12-13-14-12-13-7,5-13) | 139,0 | 95,7   |
| -      | Blazena Knittlová / Karel Vosátka            | TCH  | opgave                                  |       |        |

 * N.B. Ratzenhofer/Ratzenhofer zijn als 9e geplaatst terwijl Walle/Fjeldheim met 6×10 en Giebisch/Seibt met 8×11 beter topplaatsen hebben. 

## Medaillespiegel
| rang | land             | Goud | Zilver | Brons | totaal |
| ---- | ---------------- | ---- | ------ | ----- | ------ |
| 1    | Canada           | 1    | 0      | 1     | 2      |
| 2    | België           | 1    | 0      | 0     | 1      |
| 2    | Verenigde Staten | 1    | 0      | 0     | 1      |
| 4    | Oostenrijk       | 0    | 1      | 1     | 2      |
| 5    | Zwitserland      | 0    | 1      | 0     | 1      |
| 5    | Hongarije        | 0    | 1      | 0     | 1      |
| 7    | Groot-Brittannië | 0    | 0      | 1     | 1      |
|      |                  | 3    | 3      | 3     | 9      |

Londen 1908 · 
Antwerpen 1920 · 
Chamonix 1924 · 
St. Moritz 1928 · 
Lake Placid 1932 · 
Garmisch-Partenkirchen 1936 · 
St. Moritz 1948 · 
Oslo 1952 · 
Cortina d'Ampezzo 1956 · 
Squaw Valley 1960 · 
Innsbruck 1964 · 
Grenoble 1968 · 
Sapporo 1972 · 
Innsbruck 1976 · 
Lake Placid 1980 · 
Sarajevo 1984 · 
Calgary 1988 · 
Albertville 1992 · 
Lillehammer 1994 · 
Nagano 1998 · 
Salt Lake City 2002 · 
Turijn 2006 · 
Vancouver 2010 · 
Sotsji 2014 · 
Pyeongchang 2018 · 
Peking 2022
Olympische medaillewinnaars
Alpineskiën · Bobsleeën · Kunstrijden · Langlaufen · Militaire patrouille (demonstratie) · Noordse combinatie · Schaatsen · Schansspringen · Skeleton · Winter vijfkamp (demonstratie) · IJshockey